# Pachyneuron groenlandicum
Pachyneuron groenlandicum är en stekelart som först beskrevs av Holmgren 1872.  Pachyneuron groenlandicum ingår i släktet Pachyneuron och familjen puppglanssteklar. Arten är reproducerande i Sverige. Inga underarter finns listade i Catalogue of Life.